# Estación de Barros
Barros es un apeadero ferroviario situado en el municipio español de Langreo, en el Principado de Asturias. Forma parte de la línea C-2 de Cercanías Asturias. 

## Situación ferroviaria
Se encuentra en el punto kilométrico 14,461 de la línea férrea de ancho ibérico que une Soto de Rey con El Entrego a 194 metros de altitud. El tramo es de vía única y está electrificado.

## Historia
Cuando Norte puso en funcionamiento la línea Soto de Rey-Ciaño el 1 de julio de 1894 no dispuso de ninguna parada en Barros. Fue RENFE, en 1964 la que construyó un pequeño apeadero en la zona dotándolo de unas infraestructuras básicas. Dispone de un único andén lateral al que accede la vía principal. 
Desde el 31 de diciembre de 2004 Adif es la titular de las instalaciones ferroviarias.

## Servicios ferroviarios

### Cercanías
Forma parte de la C-2 de Cercanías Asturias. La frecuencia habitual de trenes es de un tren cada 60 minutos.
| procedencia/destino | < estación | Línea | estación >  | destino/procedencia |
| ------------------- | ---------- | ----- | ----------- | ------------------- |
| Llamaquique         | Peña Rubia |       | La Felguera | El Entrego          |